# Colpotrochia zembla
Colpotrochia zembla là một loài tò vò trong họ Ichneumonidae.